# 1572 w literaturze
Wydarzenia literackie w 1572 roku.

## Nowe poezje
- polskie
  - Biblia nieświeska

- zagraniczne
  - Luís de Camões - Luzjady

## Urodzili się
- 22 stycznia – John Donne, angielski poeta
- Ben Jonson – angielski dramaturg
- Jan Campanus Vodňanský – czeski pisarz

## Zmarli
- Andrzej Frycz Modrzewski, polski pisarz